# Acrocordia macrospora
Acrocordia macrospora är en lavart som beskrevs av A. Massal. Acrocordia macrospora ingår i släktet Acrocordia och familjen Monoblastiaceae.  Artens status i Sverige är: Ej påträffad. Inga underarter finns listade i Catalogue of Life.